# Верона (Мисисипи)
Верона (енгл. Verona) град је у америчкој савезној држави Мисисипи.

## Демографија
По попису из 2010. године број становника је 3.006, што је 328 (-9,8%) становника мање него 2000. године.
| Група             | 2000.         | 2010.         |
| Белци             | 1.277 (38,3%) | 717 (23,9%)   |
| Афроамериканци    | 1.923 (57,7%) | 2.105 (70,0%) |
| Азијати           | 11 (0,3%)     | 9 (0,3%)      |
| Хиспаноамериканци | 74 (2,2%)     | 139 (4,6%)    |
| Укупно            | 3.334         | 3.006         |